# Füles pitta
A füles pitta (Hydrornis phayrei) a madarak osztályának verébalakúak (Passeriformes)  rendjébe és a pittafélék (Pittidae) családjába tartozó faj.

## Rendszerezés
Besorolása vitatott, eredetileg a Pitta nembe tartozott, Pitta phayrei néven, az újabb kutatások a Hydrornis nembe helyezték, de ez a besorolás még nem talált általános elfogadásra, egyes szakértők az Anthocincla nembe helyezik Anthocincla phayrei néven.

## Előfordulása
Ázsiában Kambodzsa, Kína, Mianmar, Thaiföld és Vietnám területén honos. Kóborlásai során eljut Bangladesbe is. Trópusi és szubtrópusi síkvidéki erdők lakója.

## Megjelenése
Fején fül formájú tollpamacsot visel.